# Лејк Мари ов Ричланд (Јужна Каролина)
Лејк Мари ов Ричланд (енгл. Lake Murray of Richland) насељено је место без административног статуса у америчкој савезној држави Јужна Каролина.

## Демографија
По попису из 2010. године број становника је 5.484, што је 1.958 (55,5%) становника више него 2000. године.
| Група             | 2000.         | 2010.         |
| Белци             | 3.420 (97,0%) | 5.203 (94,9%) |
| Афроамериканци    | 30 (0,9%)     | 74 (1,3%)     |
| Азијати           | 30 (0,9%)     | 62 (1,1%)     |
| Хиспаноамериканци | 33 (0,9%)     | 93 (1,7%)     |
| Укупно            | 3.526         | 5.484         |